# Les suplicants
Les suplicants (en grec: Ικέτιδες) és una tragèdia d'Eurípides del 423 aC. Fou traduïda al català per Carles Riba i Bracons.

## Argument

### Context
L'acció té lloc a Eleusis. L'expedició de l'exèrcit d'Argos contra Tebes havia fracassat. Els tebans no havien permès que els cadàvers dels capitosts de l'exèrcit argiu fossin recollits i honrats, i llurs mares es trobaven amb rams de súpliques a les grades dels altars de Demèter i Persèfone mentre Adrast, el rei d'Argos, es trobava al costat dels fills dels capitosts.
Les suplicants i Adrast imploraven a l'anciana Etra que intercedís perquè el seu fill Teseu, rei d'Atenes, mitjançant el diàleg o la força, aconseguís recuperar els cadàvers.

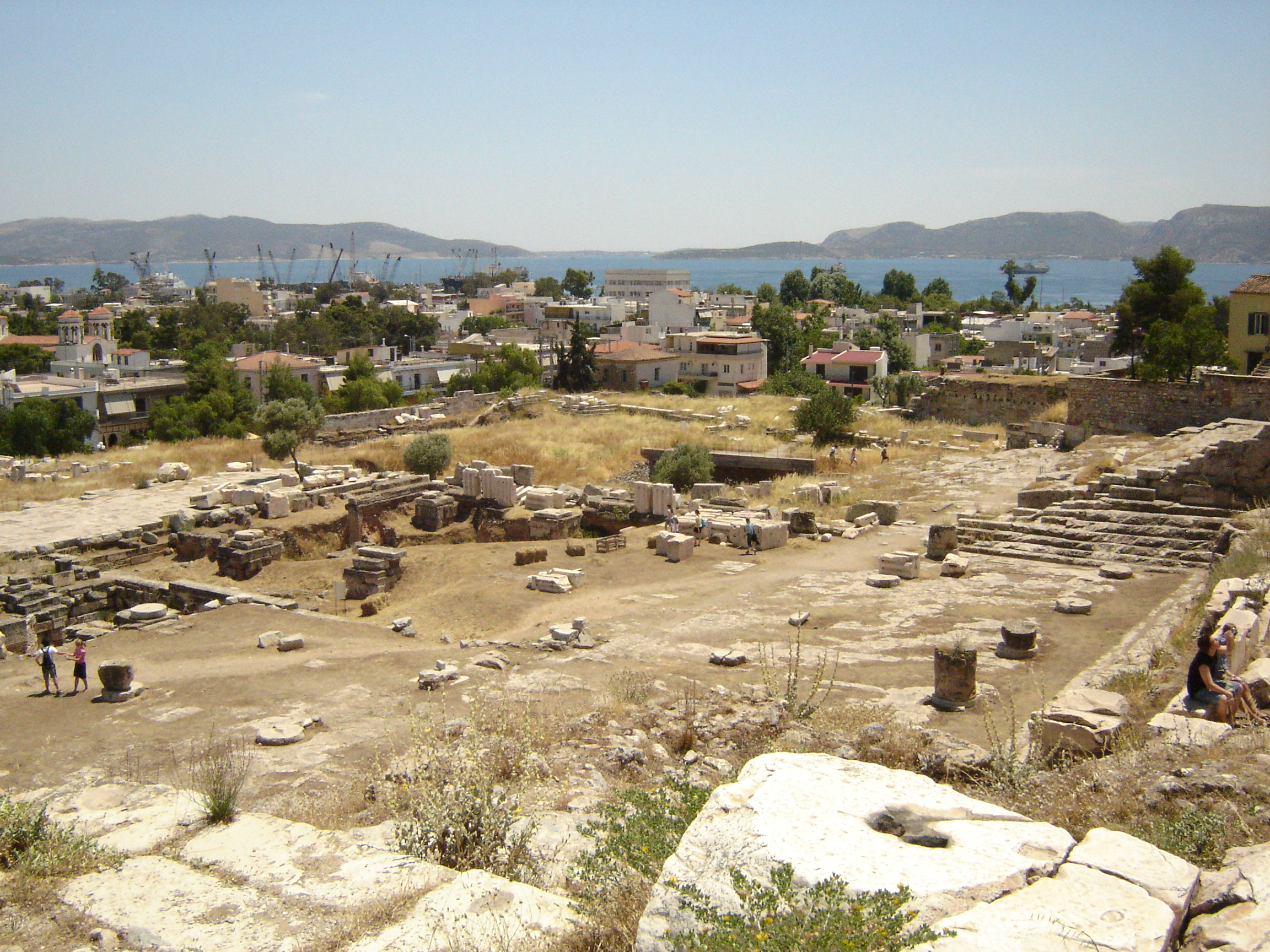
Eleusis

### Teseu decideix ajudar
Hi arriba Teseu i dialoga amb Adrast. Adrast li explica totes les causes de l'expedició contra Tebes: a causa de la interpretació d'un oracle, Adrast havia casat les seves filles amb Polinices i Tideu, i posteriorment va comprometre's a ajudar Polinices a recuperar els seus drets com a rei de Tebes, tot i que reconeix que l'expedició fou en contra de l'opinió de l'endeví Amfiarau. Més endavant, li suplica ajuda per recuperar els cossos dels morts per poder enterrar-los com cal.
En un principi, Teseu es nega a ajudar-lo i li retreu que la culpa de les seves desgràcies és només deguda a les seves pèssimes decisions. Això no obstant, Etra sí que aconsegueix convèncer-lo que l'ajudi argumentant que la causa seria justa.

### Negociacions amb els tebans
Teseu reuneix un exèrcit i es disposa a enviar un herald perquè enviï al rei de Tebes la demanda que permeti retre honors als morts argius, així com un oferiment d'amistat per part de la ciutat d'Atenes.
Abans que parteixi l'herald, n'apareix un altre, un tebà amb un missatge del seu rei, Creont. Comença un debat entre l'herald que havia arribat i Teseu sobre la conveniència que una ciutat sigui governada pel criteri d'un sol individu, com a Tebes, o que la sobirania l'ostentés el poble, com a Atenes.
A continuació, l'herald tebà emet el missatge de Creont que consisteix en una ordre a Teseu que no ajudi Adrast ni tracti de recuperar els cadàvers perquè els afers d'Argos no el concerneixen. En cas que Teseu no obeís, seria combatut per la força.
Teseu respon que no té per què acatar les ordres de Creont perquè ell no és senyor seu i que el seu propòsit de recuperar els cadàvers dels argius és un acte de justícia perquè es compleixi la llei a tot l'Hèl·lade.
Davant la falta d'acord, els exèrcits es disposen per a la lluita.

### Expedició armada
Un missatger explica a Adrast i a les suplicants argives el resultat de l'enfrontament armat. Els exèrcits havien començat una lluita igualada i després de la intervenció de Teseu en favor del flanc que estava sent més afeblit, l'exèrcit atenès havia vençut i havia fet retrocedir els tebans, però Teseu no havia volgut entrar dins la ciutat.
A continuació, Teseu havia fet enterrar els cadàvers dels morts de l'expedició argiva, tret dels principals capitosts.

### Honors als capitosts morts
Les suplicants i Adrast havien acudit a honrar els cossos sens vida dels capitosts. Eren Capaneu, Etèocles, Hipomedont, Partenopeu i Tideu. Adrast explica a Teseu les virtuts de cadascun, així com de dos més els cossos dels quals no hi eren: Amfiarau i Polinices.
Com que Capaneu havia estat fulminat per un raig de Zeus, havia de ser enterrat en un túmul separat mentre que la resta havien de ser incinerats en una pira.
Evadne, la dona de Capaneu, acut a honrar el túmul del seu espòs i es disposa a llançar-se a la pira. Arriba son pare, Ifit, qui no pot convèncer-la i contempla impotent com la seva filla es llança a les flames.
Per acabar, la dea Atena diu a Teseu que faci jurar a Adrast que els argius mai més no entraran en guerra amb els atenesos. Als fills dels capitosts argius, els diu que quan tinguin prou edat, comandaran una altra expedició contra Tebes, i que seran anomenats epígons.

## Traducció al català
- Tragèdies. vol 1: Les suplicants; Els perses. Barcelona: Fundació Bernat Metge, 1932.
- Text de Les suplicants a Introducció històrica a l'Antropologia (I).Textos antropològics dels clàssics greco-romans per Joan Baptista Llinares Chover